# Niech śmierć nas rozdzieli
Niech śmierć nas rozdzieli (jap. 来世は他人がいい Raise wa tanin ga ii) – manga autorstwa Asuki Konishi, publikowana na łamach magazynu „Gekkan Afternoon” wydawnictwa Kōdansha od sierpnia 2017. Polski przekład ukazuje się nakładem wydawnictwa Studio JG.
Na podstawie mangi Studio Deen wyprodukowało serial anime, który emitowano od października do grudnia 2024.

## Fabuła
Yoshino Somei jest licealistką, która urodziła się i wychowała w rodzinie yakuzy. Pomimo specyficznego środowiska rodzinnego, spędzała swoje dni w spokoju i ciszy. Wszystko zmienia się jednak, gdy dowiaduje się, że jej dziadek zaaranżował jej małżeństwo z dziedzicem innej grupy przestępczej – Kirishimą Miyamą.

## Bohaterowie
- Somei Yoshino (jap. 染井 吉乃 Yoshino Somei)

Seiyū: Hitomi Ueda 
- Miyama Kirishima (jap. 深山 霧島 Kirishima Miyama)

Seiyū: Akira Ishida 
- Shoma Toriashi (jap. 鳥葦 翔真 Toriashi Shōma)

Seiyū: Kōji Yusa 
- Azami Suo (jap. 周防 薊 Suo Azami)

Seiyū: Hiroshi Kamiya 
- Renji Somei (jap. 染井 蓮二 Somei Renji)

Seiyū: Yōji Ueda 
- Gaku Miyama (jap. 深山 萼 Gaku Miyama)

Seiyū: Kazuya Nakai 
- Aoi Tachibana (jap. 染井 吉乃 Tachibana Aoi)

Seiyū: Ryōta Takeuchi 
- Sota Inamori (jap. 深山 霧島 Inamori Sota)

Seiyū: Hiroshi Shimozaki 
- Taketo Hotei (jap. 鳥葦 翔真 Hotei Taketo)

Seiyū: Katsuyuki Konishi 
- Tsubaki Akashigata (jap. 周防 薊 Akashigata Tsubaki)

Seiyū: Reina Ueda 

## Manga
Pierwszy rozdział mangi został opublikowany 25 sierpnia 2017 w magazynie „Gekkan Afternoon”. Następnie wydawnictwo Kōdansha rozpoczęło zbieranie rozdziałów do wydań w formacie tankōbon, których pierwszy tom ukazał się 22 listopada tego samego roku. Według stanu na 23 października 2023, do tej pory wydano 8 tomów.
W Polsce prawa do dystrybucji mangi nabyło wydawnictwo Studio JG, o czym poinformowano 27 stycznia 2023, premiera zaś odbyła się 12 maja tego samego roku.
| Nr | Język japoński       | Język japoński         | Język polski        | Język polski           |
| Nr | Data wydania         | ISBN                   | Data wydania        | ISBN                   |
| -- | -------------------- | ---------------------- | ------------------- | ---------------------- |
| 1  | 22 listopada 2017    | ISBN 978-4-06-510376-0 | 12 maja 2023        | ISBN 978-83-8257-119-6 |
| 2  | 23 lipca 2018        | ISBN 978-4-06-511660-9 | 9 września 2023     | ISBN 978-83-8257-249-0 |
| 3  | 23 maja 2019         | ISBN 978-4-06-514835-8 | 17 listopada 2023   | ISBN 978-83-8257-311-4 |
| 4  | 23 czerwca 2020      | ISBN 978-4-06-519771-4 | 16 lutego 2024      | ISBN 978-83-8257-355-8 |
| 5  | 21 maja 2021         | ISBN 978-4-06-523330-6 | 22 kwietnia 2024    | ISBN 978-83-8257-406-7 |
| 6  | 23 marca 2022        | ISBN 978-4-06-526863-6 | 15 lipca 2024       | ISBN 978-83-8257-464-7 |
| 7  | 23 stycznia 2023     | ISBN 978-4-06-529919-7 | 7 października 2024 | ISBN 978-83-8257-537-8 |
| 8  | 23 października 2023 | ISBN 978-4-06-533312-9 | 30 maja 2025        | ISBN 978-83-8257-590-3 |

## Anime
22 października 2023 zapowiedziano powstanie adaptacji w formie telewizyjnego serialu anime. Seria została wyprodukowana przez Studio Deen i wyreżyserowana przez Toshifumiego Kawase. Scenariusz napisała Rika Takasugi, postacie zaprojektowała Itsuko Takeda, a muzykę skomponowali Hiroaki Tsutsumi i Masato Suzuki. Anime emitowano od 7 października do 23 grudnia 2024 w stacjach Tokyo MX i BS11. Motywem otwierającym jest „UNDER and OVER” w wykonaniu The Oral Cigarettes, natomiast końcowym „Nani wararotonnen” (jap. なに笑ろとんねん) autorstwa Yoshino. Prawa do streamingu serii poza Azją nabył Crunchyroll.

### Lista odcinków
| №  | Tytuł | Premiera             |
| -- | --- | -------------------- |
| 1  | Ain’t no place for losers here Makeinu ni derumaku wa nai (負け犬に出る幕はない)                                                                                                   | 7 października 2024  |
| 2  | Let Me Express My Sincerity, and Maybe Earn Your Affection in the Process Seii o misetai. Awayokuba sukoshi suki ni natte hoshī (誠意を見せたい。あわよくば少し好きになってほしい) | 14 października 2024 |
| 3  | The Triangle From Hell Jigoku no sankaku chitai (地獄の三角地帯) | 21 października 2024 |
| 4  | I Can’t Tell If You’re Smart Or Stupid Anata ga kashikoi no ka orokana no ka wakarimasen (あなたが賢いのか愚かなのかわかりません)                                                  | 28 października 2024 |
| 5  | Princess Tsubaki Tsubaki hime (つばきお姫様) | 4 listopada 2024     |
| 6  | If You’re Indifferent, Then I’d Rather Be Hated (Part 1) Mukanshin nara mushiro kirawareta hō ga ii desu (zenpen) (無関心ならむしろ嫌われたほうがいいです（前編）)                 | 11 listopada 2024    |
| 7  | If You’re Indifferent, Then I’d Rather Be Hated (Part 2) Mukanshin nara mushiro kirawareta hō ga ii desu (dainibu) (無関心ならむしろ嫌われたほうがいいです（第二部）)              | 18 listopada 2024    |
| 8  | To Be Honest I Want To Marry You (Part 1) Hon’ne o ieba kekkonshitai (zenpen) (本音を言えば結婚したい（前編）)                                                                     | 25 listopada 2024    |
| 9  | To Be Honest I Want To Marry You (Part 2) Hon’ne o ieba kekkonshitai (chūhen) (本音を言えば結婚したい 中編)                                                                        | 2 grudnia 2024       |
| 10 | To Be Honest I Want To Marry You (Part 3) Hon’ne o ieba kekkonshitai (kōhen) (本音を言えば結婚したい 後編)                                                                         | 9 grudnia 2024       |
| 11 | A Pet that Becomes Unruly as It Grows Seichō shitara kaenai kemono (成長したら飼えない獣)                                                                                          | 16 grudnia 2024      |
| 12 | When She’s Upset the Rain Falls and the Dark Night Descends Kanojo ga kageru to yamiyo ga orite ame ga furu (彼女が翳ると闇夜が降りて雨がふる)                                     | 23 grudnia 2024      |

## Odbiór
W 2018 roku manga zdobyła 4. nagrodę Next Manga Award w kategorii drukowanej. Wraz z serią Yakuza w fartuszku. Kodeks perfekcyjnego pana domu, zajęła 8. miejsce w rankingu Kono manga ga sugoi! 2019, obejmującym 20 najlepszych mang dla męskich czytelników. Seria zajęła 11 miejsce w rankingu rekomendowanych komiksów ogólnonarodowych pracowników księgarń z 2018 roku prowadzonym przez Honya Club. Zajęła również 48 miejsce na liście „książka roku” 2020 magazynu Da Vinci. W 2022 roku manga była nominowana do 46. nagrody Kōdansha Manga w kategorii ogólnej.